# نوباء سمسمية
نوباء سمسمية (الاسم العلمي:Alternaria sesami) هو نوع من الفطريات يتبع جنس النوباء من الفصيلة البوغيانية.